# Союз Т-10
Союз Т-10 — радянський космічний корабель (КК) серії «Союз Т», типу Союз Т (7К-СТ). Серійний номер 15Л. Реєстраційні номери: NSSDC ID: 1984-014A; NORAD ID: 14701. П'ятий політ до орбітальної станції Салют-7.
Старт з Третім основним екіпажем (ЕО-3): Кизим/Соловйов/Атьков; посадка з екіпажем третіх відвідин (ЕП-3): Малишев/Стрекалов/Шарма.
Під час старту космічного корабля Союз Т-10 тривав політ шатла Челенджер місії STS-41B. Під час польоту корабля закінчився політ шатла Челенджер місії STS-41B; відбулись польоти: космічного корабля Прогрес-19, шатла Челенджер місії STS-41C; почався політ космічного корабля Союз Т-11.

## Параметри польоту
- Маса корабля — 6850 кг
- Нахил орбіти — 51,6°
- Орбітальний період — 88,7 хвилини
- Перигей — 199 км
- Апогей — 219 км

## Екіпаж

### Стартовий
- Основний

Командир ЕО-3 — Кизим Леонід Денисович
Бортінженер ЕО-3 — Соловйов Володимир Олексійович
Лікар-космонавт ЕО-3 — Атьков Олег Юрійович
- Дублерний

Командир ЕО-3 — Васютін Володимир Володимирович
Бортінженер ЕО-3 — Савіних Віктор Петрович
Лікар-космонавт ЕО-3 — Поляков Валерій Володимирович
- Резервний

Командир ЕО-3 — Вікторенко Олександр Степанович
Бортінженер ЕО-3 — Севастьянов Віталій Іванович

### Посадковий
Командир ЕП-3 — Малишев Юрій Васильович
Бортінженер ЕП-3 — Стрекалов Геннадій Михайлович
Космонавт-дослідник ЕО-3 — Шарма Ракеш

## Хронологія польоту
| Дата       | Час (UTC) | Подія | Схема                   |
| ---------- | --------- | --- | ----------------------- |
| 1984 рік   |           | |                         |
| 8 лютого   | 12:07:26  | З космодрому Байконур ракетою-носієм Союз-У (11А511У) запущено космічний корабель Союз Т-10 з екіпажем Кизим/Соловйов/Атьков. Вперше на орбіті опинилось одночасно вісім осіб: (STS-41B і ЕО-3).                                                                       | Салют-7                 |
| 9 лютого   | 10:24     | Початок другого виходу у відкритий космос місії STS-41B: МакКендлесс/Стюарт. | Салют-7                 |
| 9 лютого   | 14:43:30  | Стикування космічного корабля Союз Т-10 з третім основним екіпажем станції (ЕО-3) Кизим/Соловйов/Атьков до переднього стикувального порту станції Салют-7. Екіпаж станції після стикування: Кизим/Соловйов/Атьков.                                                     | Союз Т-10+Салют-7       |
| 9 лютого   | 16:41     | Закінчення виходу у відкритий космос місії STS-41B: МакКендлесс/Стюарт тривалістю 6:17. | Союз Т-10+Салют-7       |
| 11 лютого  | 11:16:15  | Гальмівний імпульс шатла місії STS-41B з екіпажем Бренд/Гібсон/МакКендлесс/МакНейр/Стюарт. | Союз Т-10+Салют-7       |
| 11 лютого  | 12:17:02  | Посадка шатла місії STS-41B з екіпажем Бренд/Гібсон/МакКендлесс/МакНейр/Стюарт на доріжці 15 Космічного центру імені Кеннеді | Союз Т-10+Салют-7       |
| 21 лютого  | 06:46:05  | З космодрому Байконур ракетою-носієм Союз-У (11А511У) запущено космічний корабель Прогрес-19. | Союз Т-10+Салют-7       |
| 23 лютого  | 08:21     | Стикування космічного корабля Прогрес-19 до заднього стикувального порту комплексу Салют-7 — Союз Т-10. | Союз Т-10+Сал-7+Прог-19 |
| 31 березня | 09:40     | Відстикування космічного корабля Прогрес-19 від заднього стикувального порту комплексу Салют-7 — Союз Т-10. | Союз Т-10+Салют-7       |
| 1 квітня   | 18:18     | Гальмівний імпульс космічного корабля Прогрес-19. | Союз Т-10+Салют-7       |
| 1 квітня   | 19:05?    | Схід з орбіти космічного корабля Прогрес-19. | Союз Т-10+Салют-7       |
| 3 квітня   | 13:08:42  | З космодрому Байконур ракетою-носієм Союз-У (11А511У) запущено космічний корабель Союз Т-11 з екіпажем Малишев/Стрекалов/Шарма. | Союз Т-10+Салют-7       |
| 4 квітня   | 14:31:11  | Стикування космічного корабля Союз Т-11 з екіпажем третіх відвідин станції (ЕП-3) Малишев/Стрекалов/Шарма до заднього стикувального порту комплексу Салют-7 — Союз Т-10. Екіпаж станції після стикування: Кизим/Соловйов/Атьков/Малишев/Стрекалов/Шарма (ЕО-3 і ЕП-3). | СоюзТ-10+Сал-7+СоюзТ-11 |
| 6 квітня   | 13:58:00  | З космодрому на мисі Канаверал запущено шатл Челенджер місії STS-41C з екіпажем Кріппен/Скобі/Харт/Нельсон/ван Хофтен. Вперше на орбіті опинилось одночасно одинадцять осіб: (ЕО-3, ЕП-3 і STS-41C).                                                                   | СоюзТ-10+Сал-7+СоюзТ-11 |
| 8 квітня   | 14:18     | Початок першого виходу у відкритий космос місії STS-41C: Нельсон/ван Хофтен. | СоюзТ-10+Сал-7+СоюзТ-11 |
| 8 квітня   | 17:15     | Закінчення першого виходу у відкритий космос місії STS-41C: Нельсон/ван Хофтен тривалістю 2:57. | СоюзТ-10+Сал-7+СоюзТ-11 |
| 11 квітня  | 07:33     | Відстикування космічного корабля Союз Т-10 з екіпажем третіх відвідин станції Малишев/Стрекалов/Шарма від переднього стикувального порту комплексу Салют-7 — Союз Т-11. Екіпаж станції після відстикування: Кизим/Соловйов/Атьков.                                     | Салют-7+Союз Т-11       |
| 11 квітня  | 08:58     | Початок другого виходу у відкритий космос місії STS-41C: Нельсон/ван Хофтен. | Салют-7+Союз Т-11       |
| 11 квітня  | 10:00?    | Гальмівний імпульс космічного корабля Союз Т-10 з екіпажем Малишев/Стрекалов/Шарма. | Салют-7+Союз Т-11       |
| 11 квітня  | 10:48:48  | Посадка космічного корабля Союз Т-10 з екіпажем Малишев/Стрекалов/Шарма. | Салют-7+Союз Т-11       |